# Kirkia
Kirkia je strom nebo keř, je jediným rodem čeledě Kirkiaceae z řádu mýdelníkotvarých.

## Nové zařazení
Rod Kirkia byl dříve umístěn v čeledi simarubovitých v podčeledi Kirkioideae. S novým fylogenetickým taxonomickým systémem APG III byl rod Kirkia z této čeledi vyjmut a byla pro něj vytvořena nová čeleď Kirkiaceae. Zkoumáním vzájemných vztahů bylo zjištěno, že Kirkia má mnohem blíže k čeledím ledviníkovitých a Burseraceae než k čeledi simarubovitých.
Současně byl s rodem Kirkia  sloučen i bývalý, velice blízký rod Pleiokirkia, vyskytující se endemicky na Madagaskaru.

## Rozšíření
Rod Kirkia je rozšířen na dobře odvodněných půdách ve východní subtropické a tropické Africe v nadmořských výškách do 1200 m ve formě stromu, výše jako keře. Roste nad rovníkem od Etiopie a Somálska přes Keňu, Ugandu a Tanzanii do Zambie, Zimbabwe, Mosambiku a Jihoafrické republiky. Roste také na ostrově Madagaskar.

## Popis
Zástupci rodu Kirkia jsou opadavé stromy, dorůstající výšky až 16 metrů, nebo keře.
V mládí je kůra hladká, později má jasné stopy po zaschlých větvičkách nebo listech. Rostliny jsou jednodomé nebo mnohomanželné. Dřevo nemá vnitřní floém, nejsou v něm žádné sekreční dutiny. Lichozpeřené listy, dlouhé 10 až 45 cm, má úzce vejčité až kopinaté, střídavé, uspořádané do spirály a jsou nahloučené na konci větviček.
Malé (menší než 1 cm) čtyřčetné květy v úžlabních květenstvích jsou krémově zeleně zbarvené. Jsou morfologicky oboupohlavné, ale funkčně jednopohlavné, hmyzosnubné. Krátké kališní lístky má až skoro k bázi laločné a mnohem větší korunní lístky jsou úzké a volné. Má 4 tyčinky, v samičích květech jsou sterilní. Synkarpní gyneceum je tvořeno 4 srostlými plodolisty, semeníky jsou čtyřdílné. Plody jsou hranaté, dřevnatějící tobolky. Suchá semena jsou štíhlá, na jednom konci zaoblená a na druhé straně ostrá, trojúhelníkového průřezu, obsahují minimum endospermu.

## Druhy
Jak se vyvíjí zařazení rodu Kirkia, tak se postupně mění i počet jeho druhů, lze nalézt čtyři až osm. V poslední době je nejvíce prosazováno toto rozdělení:
- Kirkia acuminata Oliv., 1868
- Kirkia burgeri B.Stannard, 1981
- Kirkia dewinteri Merxm. & Heine, 1960
- Kirkia glauca Engl. et Gilg, 1903
- Kirkia lentiscoides Engl., 1902
- Kirkia pubescens Burtt Davy, 1926
- Kirkia tenuifolia Engl., 1902
- Kirkia wilmsii Engl., 1897[6][2][4]